# Rinascimento sassone

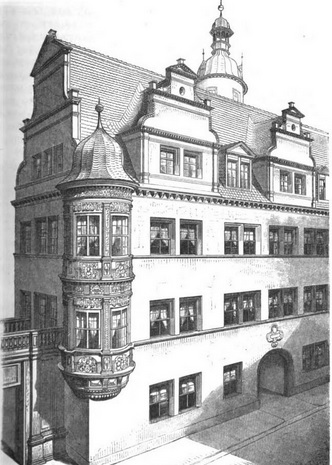
A Lipsia si trovava la Casa del Principe, un tipico edificio del periodo rinascimentale

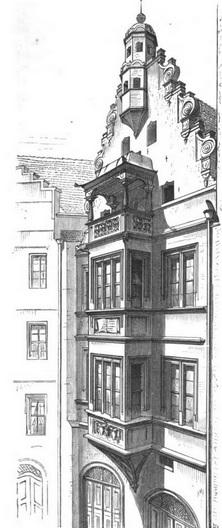
Casa sulla Hainstrasse a Lipsia

Rinascimento sassone è denominato un tipo speciale di architettura del periodo rinascimentale in Germania e nella Repubblica Ceca. Era particolarmente diffuso nell'area dell'elettorato di Sassonia sul medio Elba. Le influenze che hanno formato lo stile provenivano principalmente dalla Boemia, dall'Italia e dalla Polonia. A questo scopo, le famiglie di artisti italiani vagavano per l'area culturale sassone lungo i loro percorsi escursionistici alla ricerca di commissioni, garantendo così una mescolanza di stili e il proprio sviluppo stilistico.

## Storia
Il più importante precursore del Rinascimento in Sassonia fu il capomastro elettorale sassone Arnold von Westfalen (ca. 1425-1481), che creò il castello di Albrechtsburg a Meissen nel passaggio dal tardo gotico al rinascimento. Forme transitorie di decorazioni edilizie si possono trovare anche al castello Hartenfels, al castello di Wurzen, al castello di Hinterglauchau e al castello di Heynitz.
Decisiva per la diffusione del nuovo stile architettonico, che ebbe origine in Italia e si diffuse contemporaneamente in tutta la Germania, fu la famiglia regnante sassone della Dinastia Wettin, che fece commissionare propri grandi edifici e, sotto Maurizio I, Elettore di Sassonia, chiamò anche artisti italiani a Sassonia. Famosi artisti e architetti che lavorarono in Sassonia furono: Giovanni Maria Nosseni di Lugano, Hans von Dehn-Rothfelser, Benedetto Tola (* 1525 a Brescia; † 1572), Gabriel de Tola, Caspar Vogt von Wierandt, Hans Irmisch, Rocco Guerrini e Carlo di Cesare del Palagio. Nel 1519 Franz Maidburg eresse l'altare maggiore della chiesa cittadina di Annaberg e diede inizio al Rinascimento in Sassonia. I capomastri sassoni usarono lo stile rinascimentale a partire dal 1530 circa e lo esportarono nel nord della Germania (Brandeburgo, Meclemburgo).
Dopo che i possedimenti Wettin furono divisi in una linea Ernestina e una linea Albertina nel 1485, Torgau si sviluppò insieme a Wittenberg nella residenza preferita degli elettori Ernestini. Il castello di Torgau Hartenfels con il suo famoso Wendelstein, che fu notevolmente ricostruito entro la metà del XVI secolo, è uno degli edifici più importanti del primo Rinascimento in Germania. Dopo la capitolazione di Wittenberg e il passaggio di Torgau agli Albertini, l'elettore Maurizio I era al comandoi lavori per il castello continuarono per il momento. Il trasferimento definitivo della residenza a Dresda entro la fine del XVI secolo salvò in gran parte il castello di Hartenfels da successive trasformazioni stilistiche, come quelle subite dal castello di Dresda, che fu notevolmente ampliato dal 1548 al 1556. Le facciate del Palazzo di Dresda erano riccamente decorate con sgraffiti e il fratello e successore di Moritz, l'elettore Augusto, che regnò dal 1553 al 1586, completò la costruzione, che divenne un'opera importante del Rinascimento sassone.
In seguito, però, l'interno fu barocco dopo un incendio e le facciate esterne furono rimaneggiate in stile neorinascimentale nel XIX secolo.

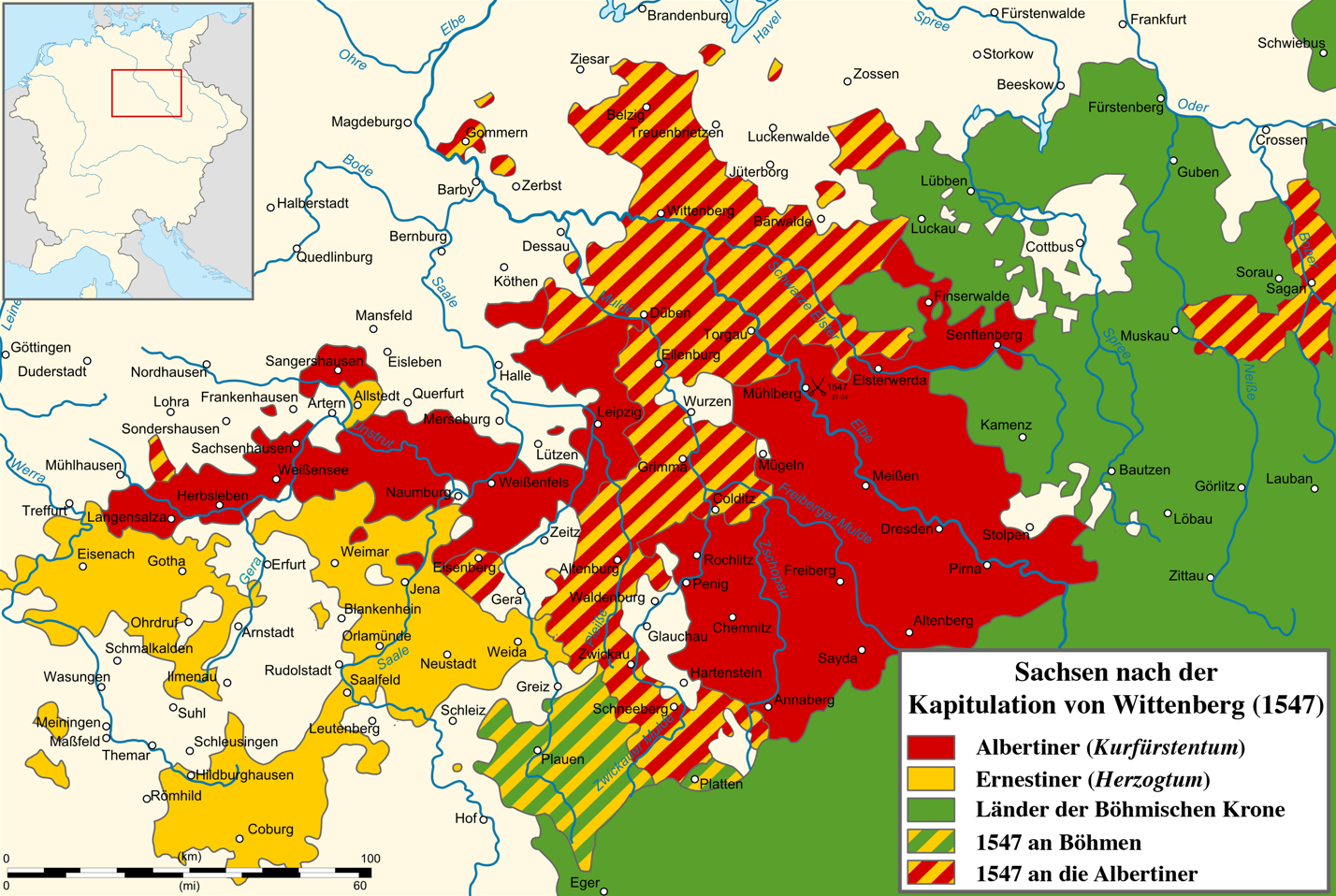
Cambiamenti territoriali nel corso della capitolazione di Wittenberg

Il territorio della Sassonia non comprendeva ancora i margravi della Bassa e Alta Lusazia, che appartenevano alla Corona di Boemia e caddero in Sassonia solo nel 1635. La Sassonia raggiunse anche più a nord nel Fläming. All'inizio del primo Rinascimento, le terre di Wettin erano frammentate. La Riforma luterana emanava dall'elettorato sassone, che era sotto il dominio ernestino e aveva i suoi centri di potere a Wittenberg e Torgau, mentre la Riforma non fu introdotta fino al 1539 nei domini albertini adiacenti a sud (principalmente il Margraviato di Meißen). Dopo la fine della guerra di Smalcalda nel 1547, l'area dell'Alta Sassonia-Meissen formava un'area politicamente consolidata.
Lo sviluppo artistico e strutturale fu particolarmente incoraggiato dall'elettore Augusto, che governò dal 1553 fino alla sua morte nel 1586. È documentato il suo grande interesse per le questioni dell'edilizia e dell'architettura. La sua biblioteca conteneva molti opuscoli di architettura e libri modello di elementi costruttivi. La sua opera principale è il possente casino di caccia di Augustusburg, costruito tra il 1568 e il 1572. In nessun altro luogo in Europa un piano geometrico ideale è stato implementato in modo così uniforme. Il design del modello originale potrebbe risalire allo stesso August. Completò anche la vasta ristrutturazione del palazzo residenziale di Dresda (1553-1556), iniziata da suo fratello Maurizio. Lo ha permesso Jägerhof (Dresda) e trasformò numerosi castelli più antichi in residenze di caccia, tra cui Nossen, Grillenburg, Schwarzenberg e il nuovo castello di Gommern, fece costruire per sua moglie il castello di Annaburg e il castello di Lichtenburg e Dippoldiswalde e Freudenstein come castelli ufficiali. Il suo successore Cristiano I (1586–1591) continuò le attività edilizie del padre. Soprattutto l'opera di Nosseni fece diffondere lo stile architettonico in Sassonia.
Lo stile si è trasferito all'attività edilizia privata nei centri urbani. I ricchi cittadini iniziarono a copiare i magnifici edifici risultanti a Dresda e Meissen e costruirono case con portali ad arco, facciate con bovindi quadrati sopra il piano terra, spesso attaccati a coppie. Ulteriori elementi stilistici domestici del Rinascimento si ritrovano negli ornamenti dei portoni e nelle cornici delle finestre. I soffitti in legno sono magnificamente progettati. Il modo in cui furono progettate la maggior parte delle case cittadine di questo periodo può essere fatto risalire all'influenza di Dresda. Oltre agli edifici, anche gli altari e le lapidi sono diventati oggetto del progetto modificato in Sassonia. In città come Meissen, Pirna, Freiberg, Görlitz, Zwickau, Torgau, Wittenberg ospitano ancora numerose case rinascimentali.
Dal 1656 Wolf Caspar von Klengel (1630–1691) divenne capomastro (Oberlandbaumeister); sotto di lui si annunciò la sostituzione delle forme tardo rinascimentali con il nuovo stile barocco. Come "preludio", Johann Georg Starcke costruì il Palazzo di Dresda nel Grande Giardino per Giovanni Giorgio II di Sassonia dal 1678, sulla base di modelli del primo barocco francese e italiano. Il nipote di Giovanni Giorgio II, Augusto II di Polonia, che rimase colpito dalle opulente feste di corte di suo nonno, spinse avanti il nuovo stile architettonico con un'energia senza precedenti dal 1694 e creò così il barocco di Dresda, che ha plasmato un intero secolo e si è irradiato ben oltre i confini dell'elettorato. I timpani rinascimentali del castello di Ortenburg a Bautzen, eretti solo nel 1698 su progetto di Martin Pötzsch, mostrano per quanto tempo le tradizioni costruttive rinascimentali continuarono ad avere effetto. I timpani in uno stile di transizione simile, persino barocco, erano già attaccati al castello di Althörnitz intorno al 1660.

## Delimitazione spaziale
Oltre all'espressione sassone degli stili rinascimentali, ci sono altre aree di distribuzione in Germania. Questi sono: 
- Regione rinascimentale della Germania settentrionale
- Rinascimento del Weser
- Regione rinascimentale della Westfalia
- Regione del Rinascimento renano
- Rinascimento sul Meno
- Rinascimento nella regione del Neckar
- Regione rinascimentale ai piedi delle Alpi

Ci sono anche caratteristiche regionali distintive in altri paesi.

## Caratteristiche architettoniche
Caratteristiche sono le tipiche gabbie triangolare sui tetti e delle strutture a torre (nel primo periodo anche gabbie rotonde), oltre a una predominanza dei colori bianco e grigio, nonché edifici costantemente intonacati senza decorazioni in pietra naturale. Edifici dell'epoca del Rinascimento sassone si trovano oggi in quasi tutte le aree che appartenevano alla dinastia di Wettin all'epoca del Rinascimento, ovvero negli odierni stati federali di Sassonia, Turingia, Sassonia-Anhalt (parte meridionale) e Brandeburgo (Bassa Lusazia) così come nelle zone limitrofe come la Polonia e la Boemia. Esempi nella Boemia settentrionale sono il Castello di Benešov nad Ploučnicí e quello di Schluckenau.
D'altra parte, i capomastri del Rinascimento Weser hanno eseguito la conversione del vecchio monastero in Schloss Leitzkau vicino a Magdeburgo, le cui facciate e gabbie hanno quindi decorazioni in pietra naturale e punte dei ventagli.

## Esempi
I grandi edifici più suggestivi e conservati di questo periodo erano soprattutto castelli e municipi, che si possono ancora trovare in gran numero nelle loro condizioni originali.
Selezione di edifici del Rinascimento sassone con le caratteristiche tipiche:

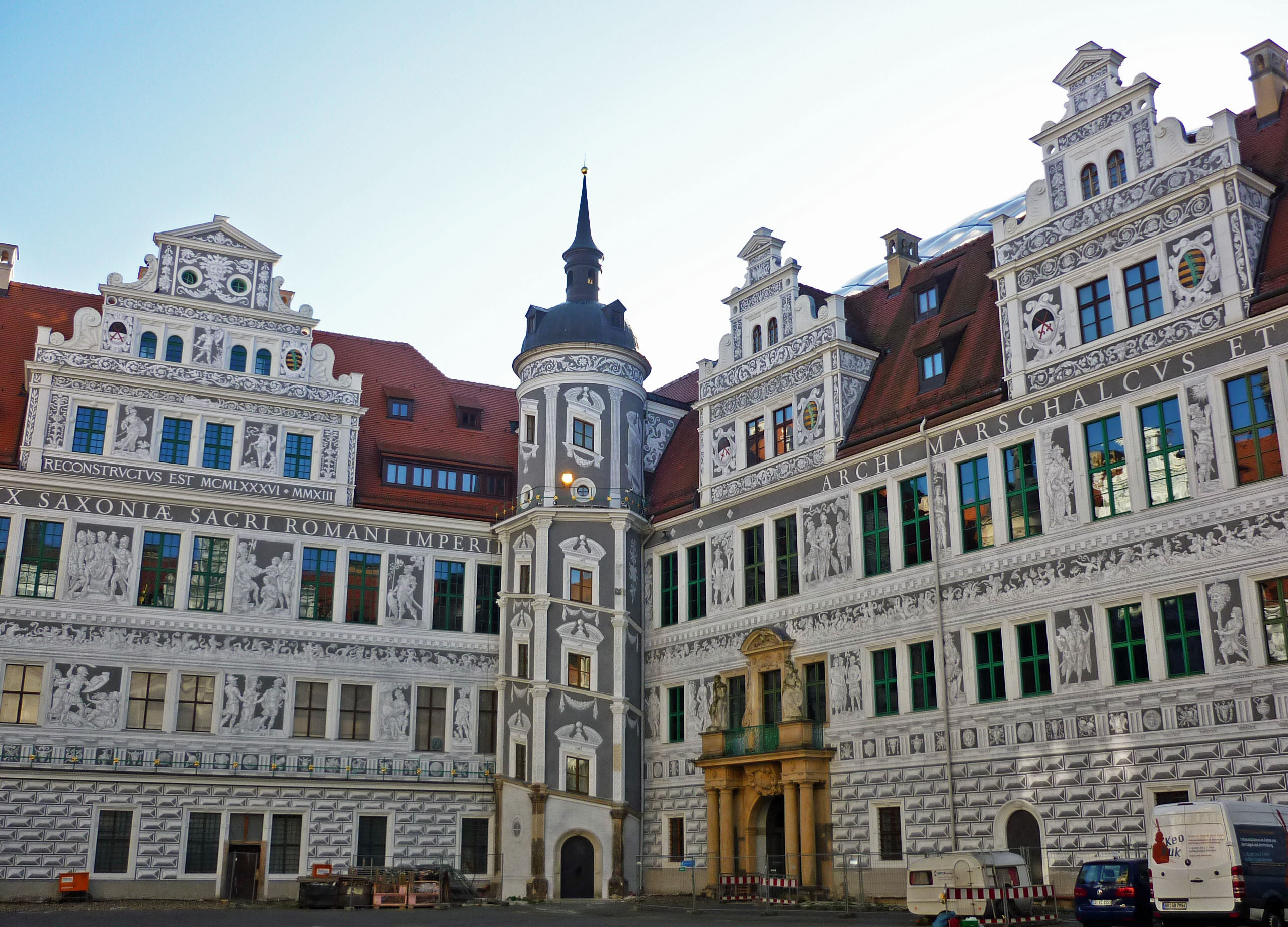
Castello di Dresda
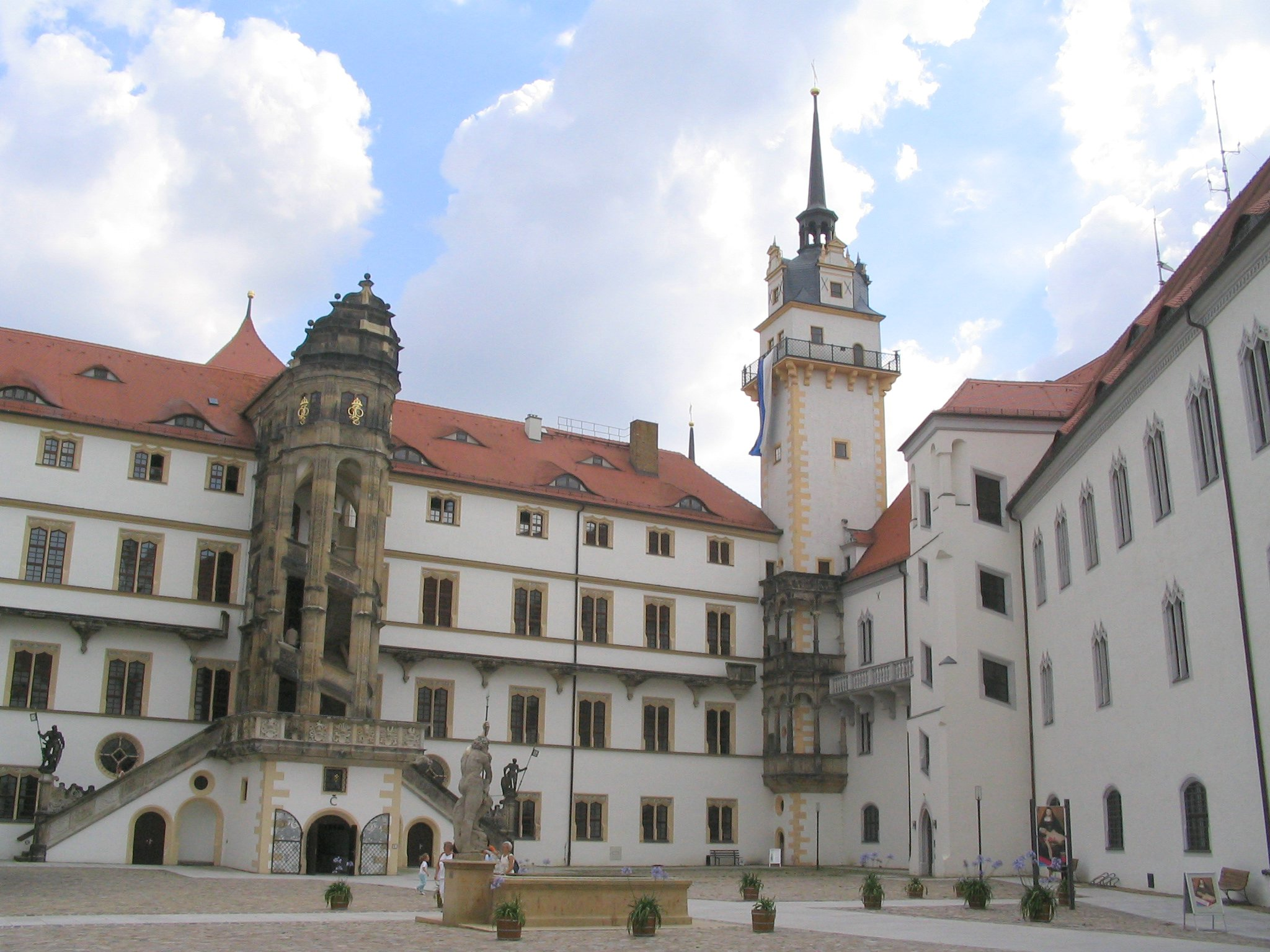
Castello Hartenfels in Torgau, Sassonia
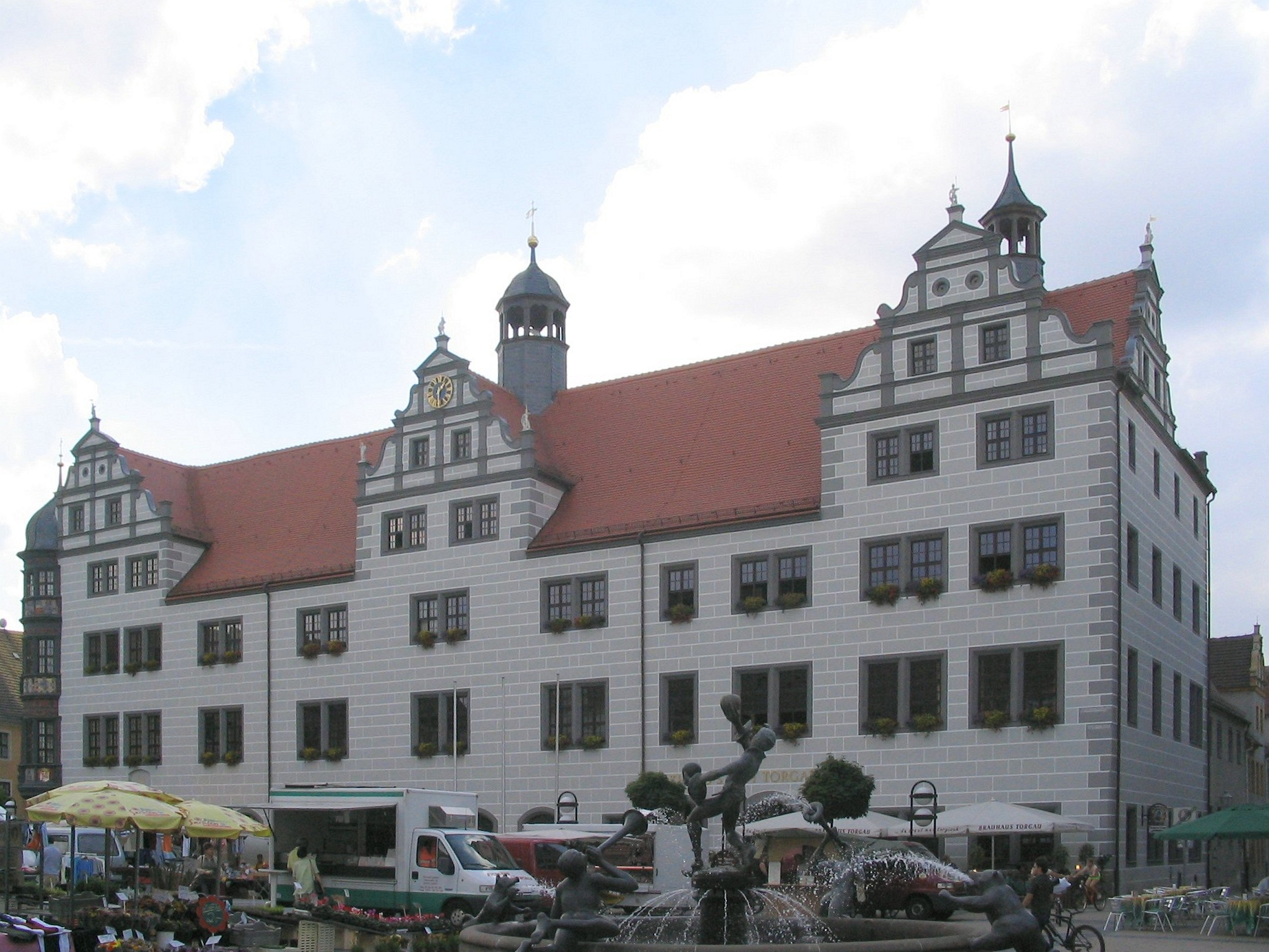
Municipio di Torgau, Sassonia
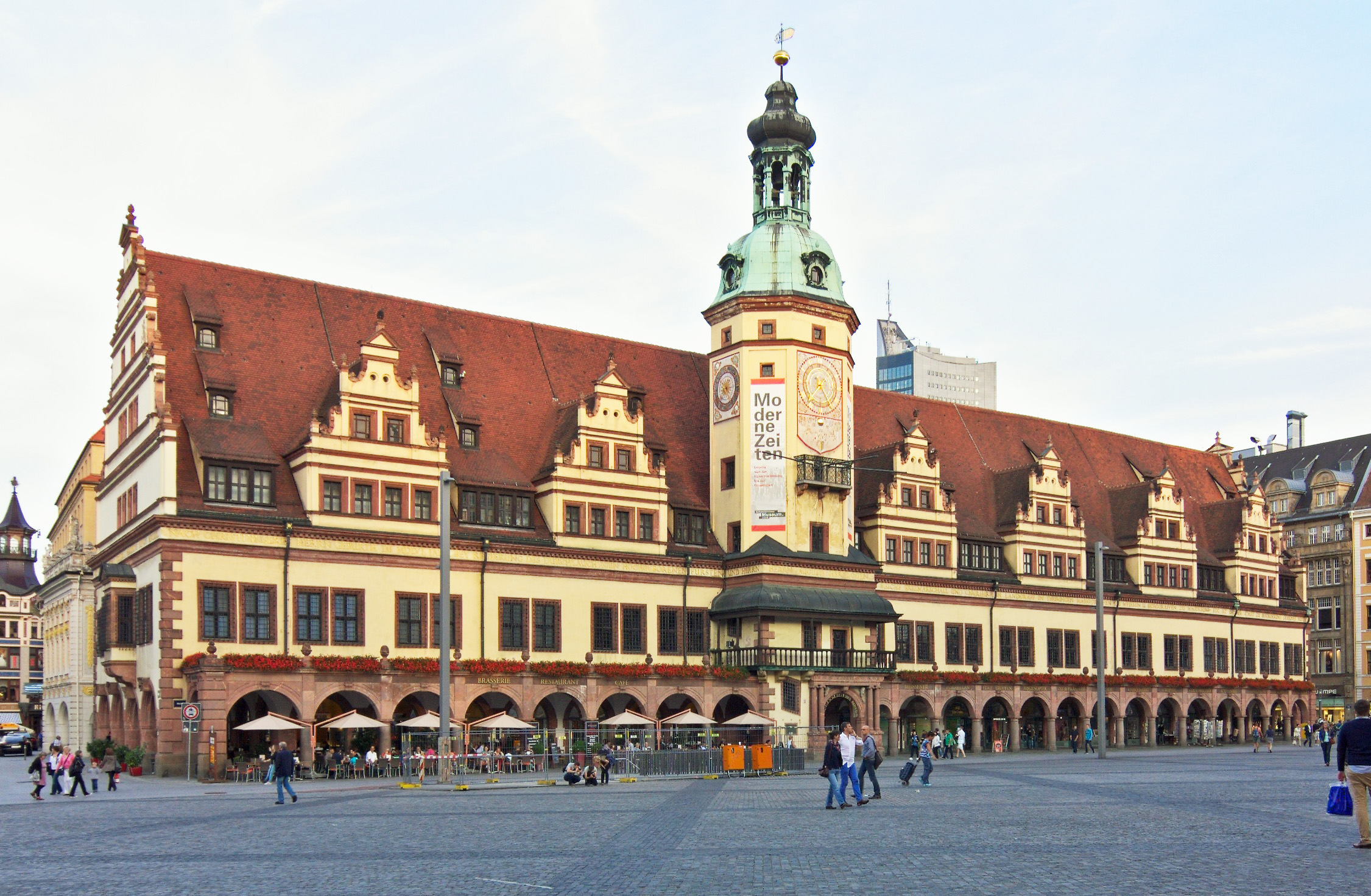
Municipio Vecchio (Lipsia)
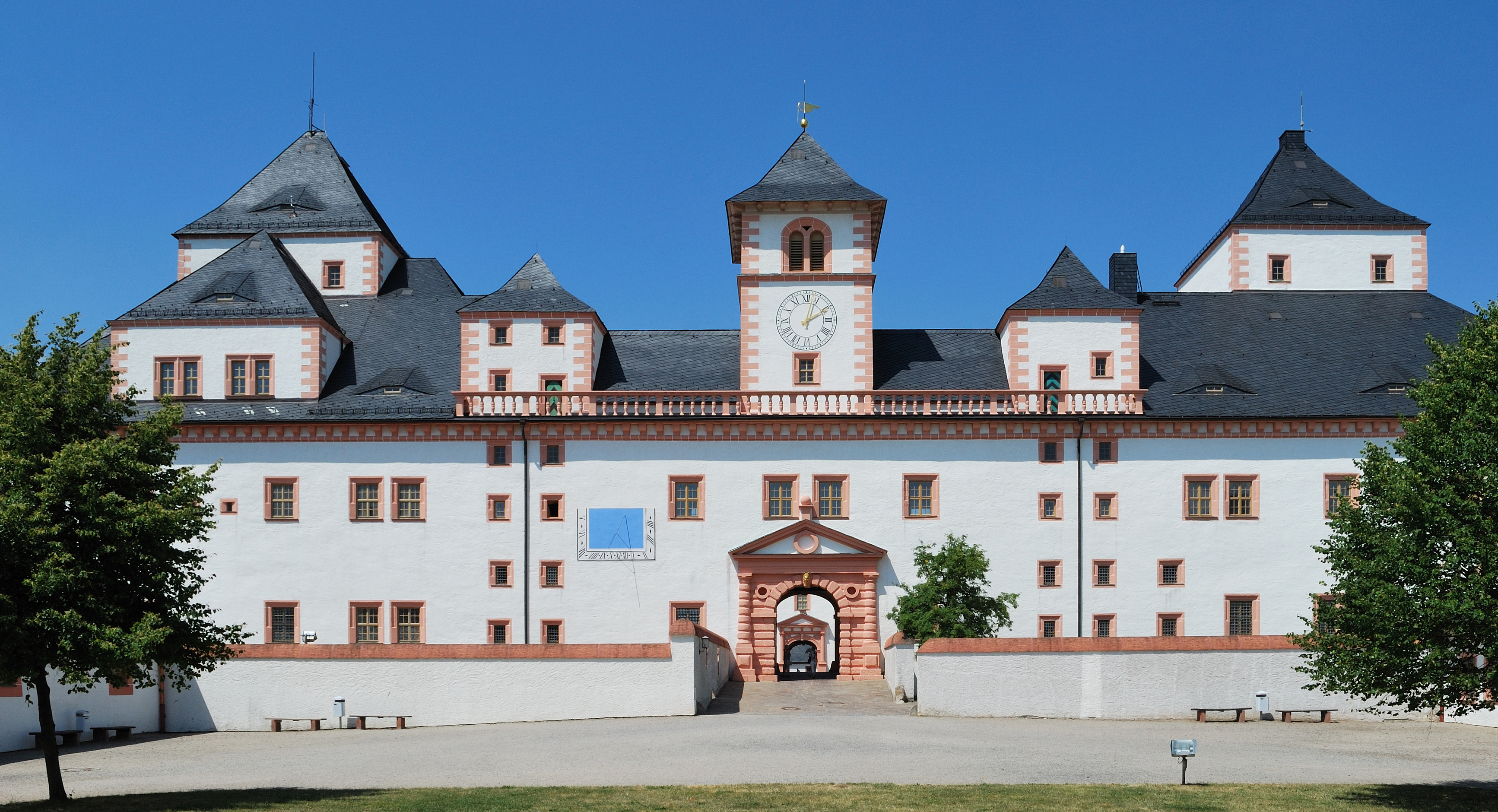
Augustusburg, Sassonia
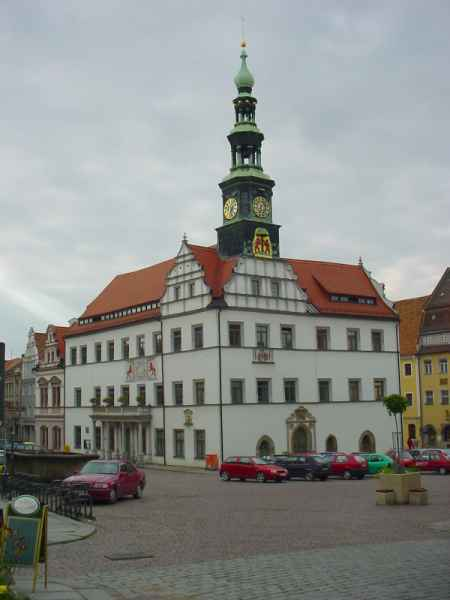
Municipio di Pirna, Sassonia
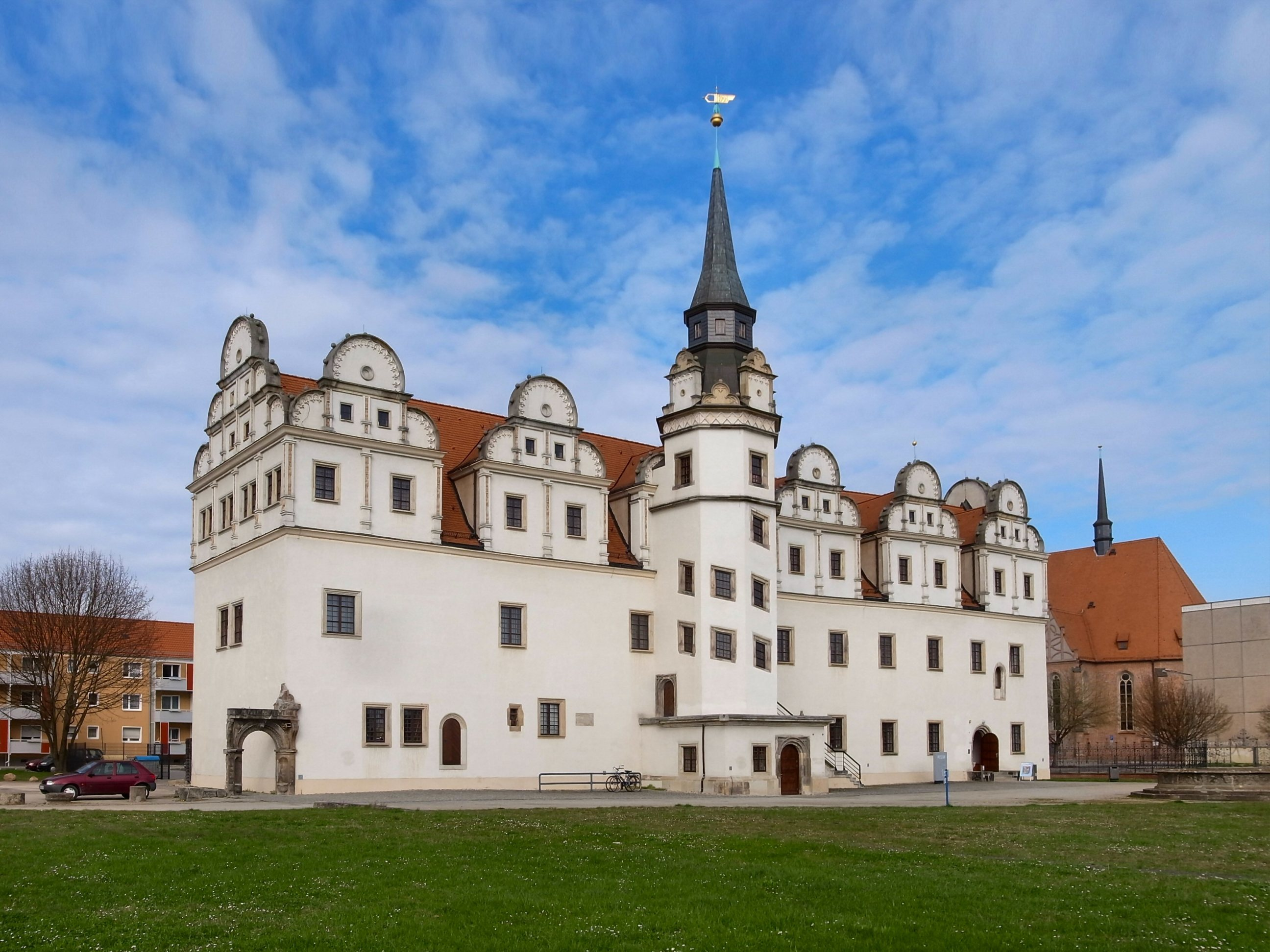
Palazzo residenziale in Dessau, Sassonia-Anhalt
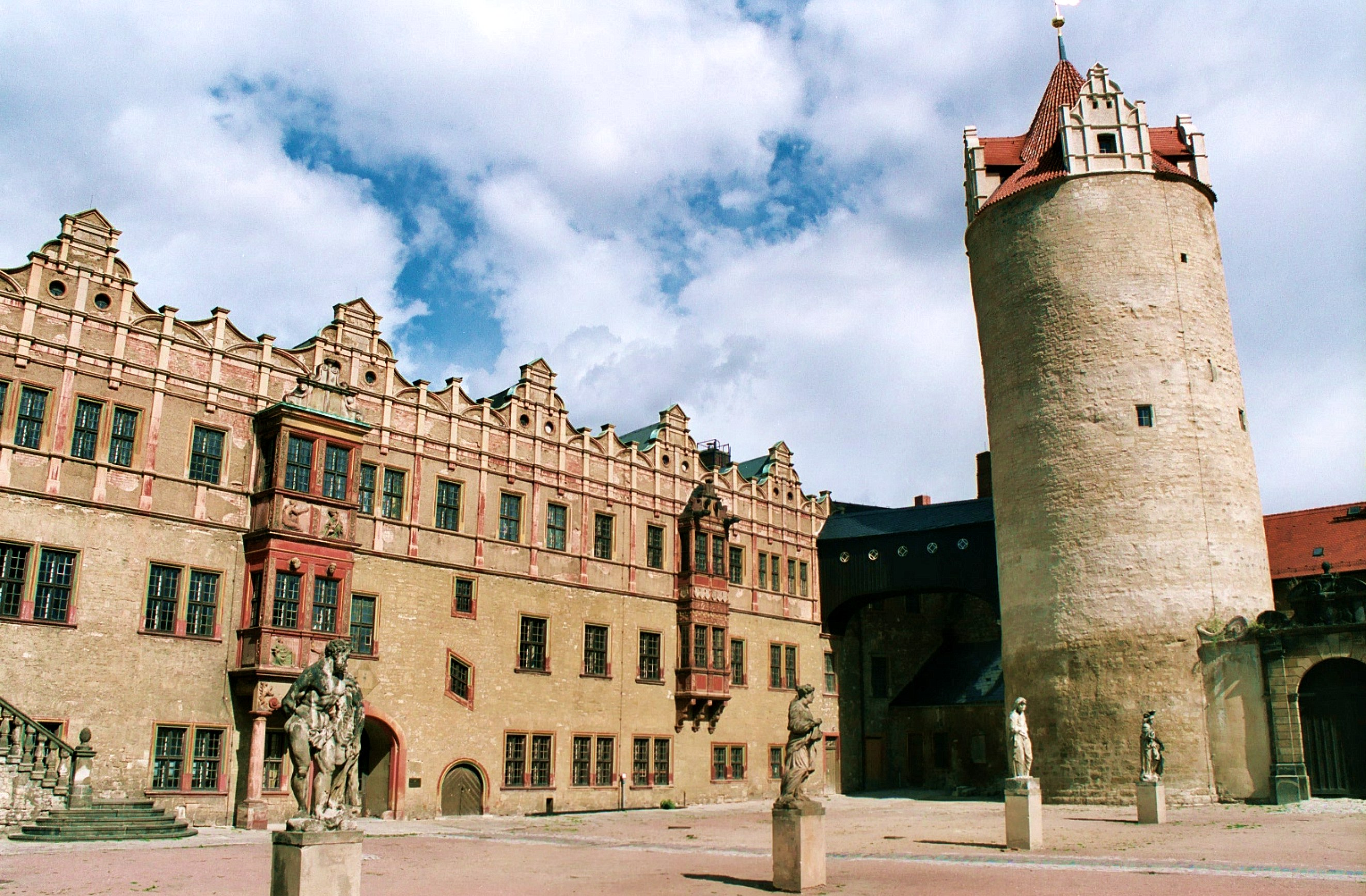
Schloss Bernburg, Sassonia-Anhalt
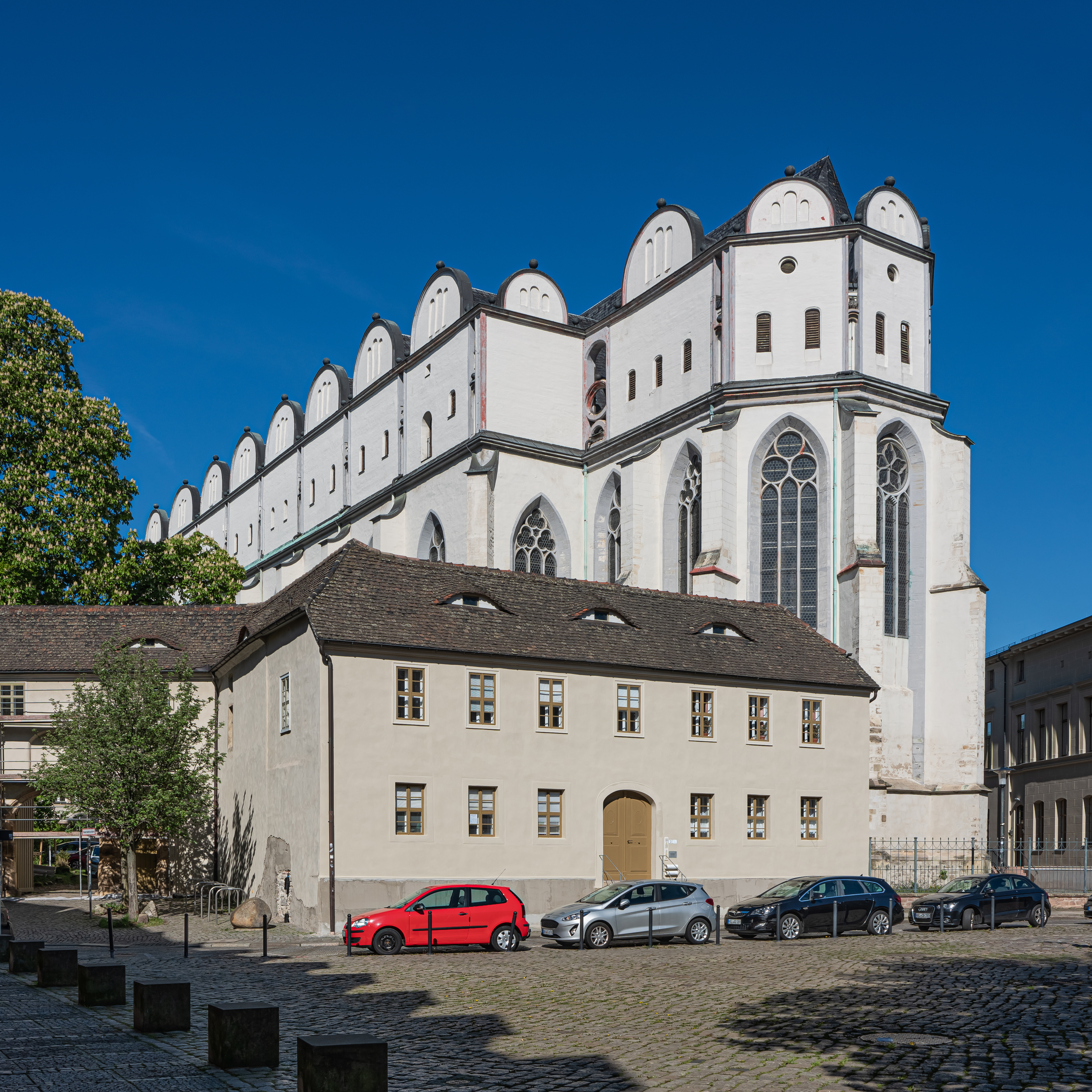
Cattedrale Halle, Sassonia-Anhalt
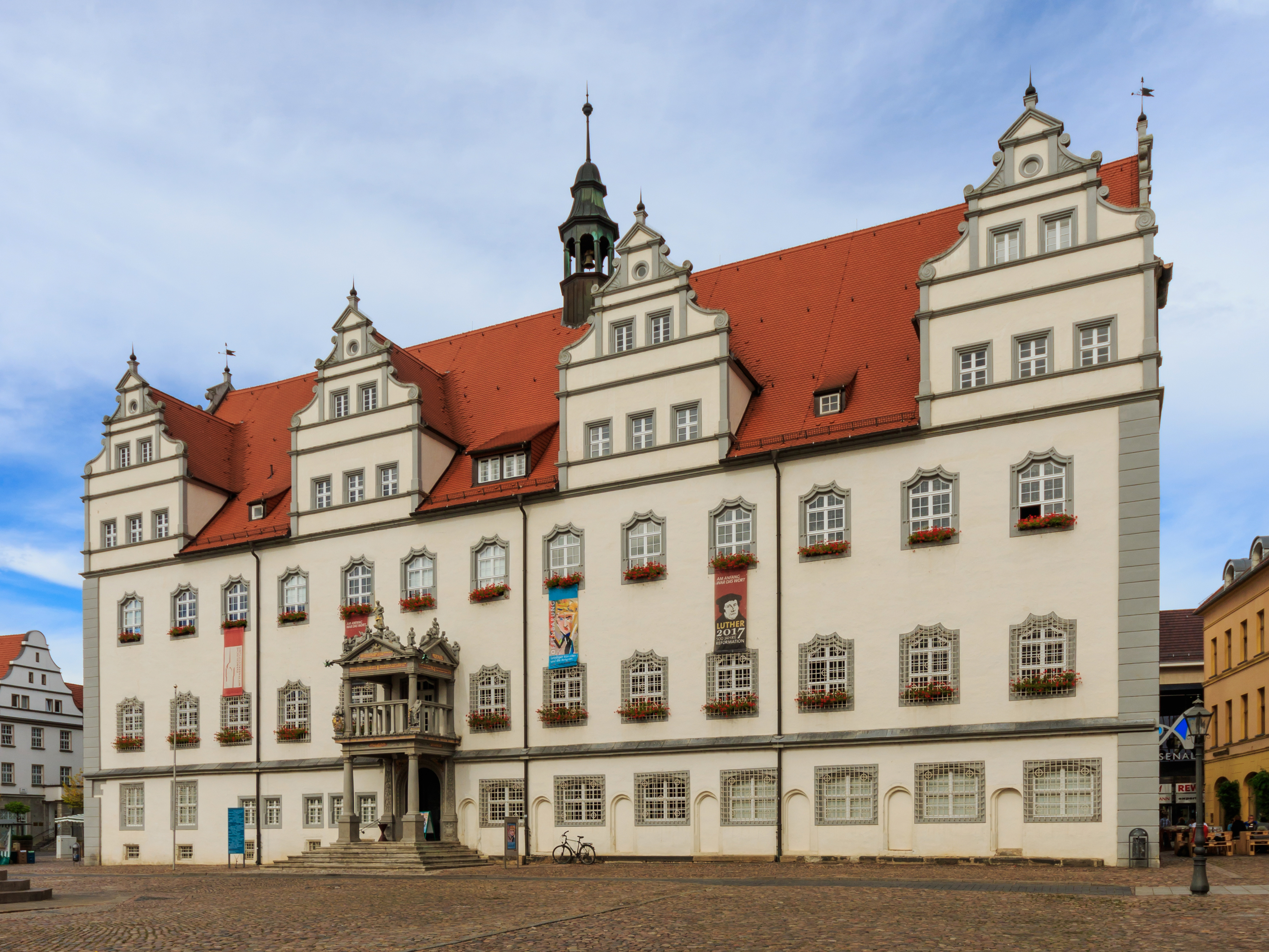
Municipio in Wittenberg, Sassonia-Anhalt
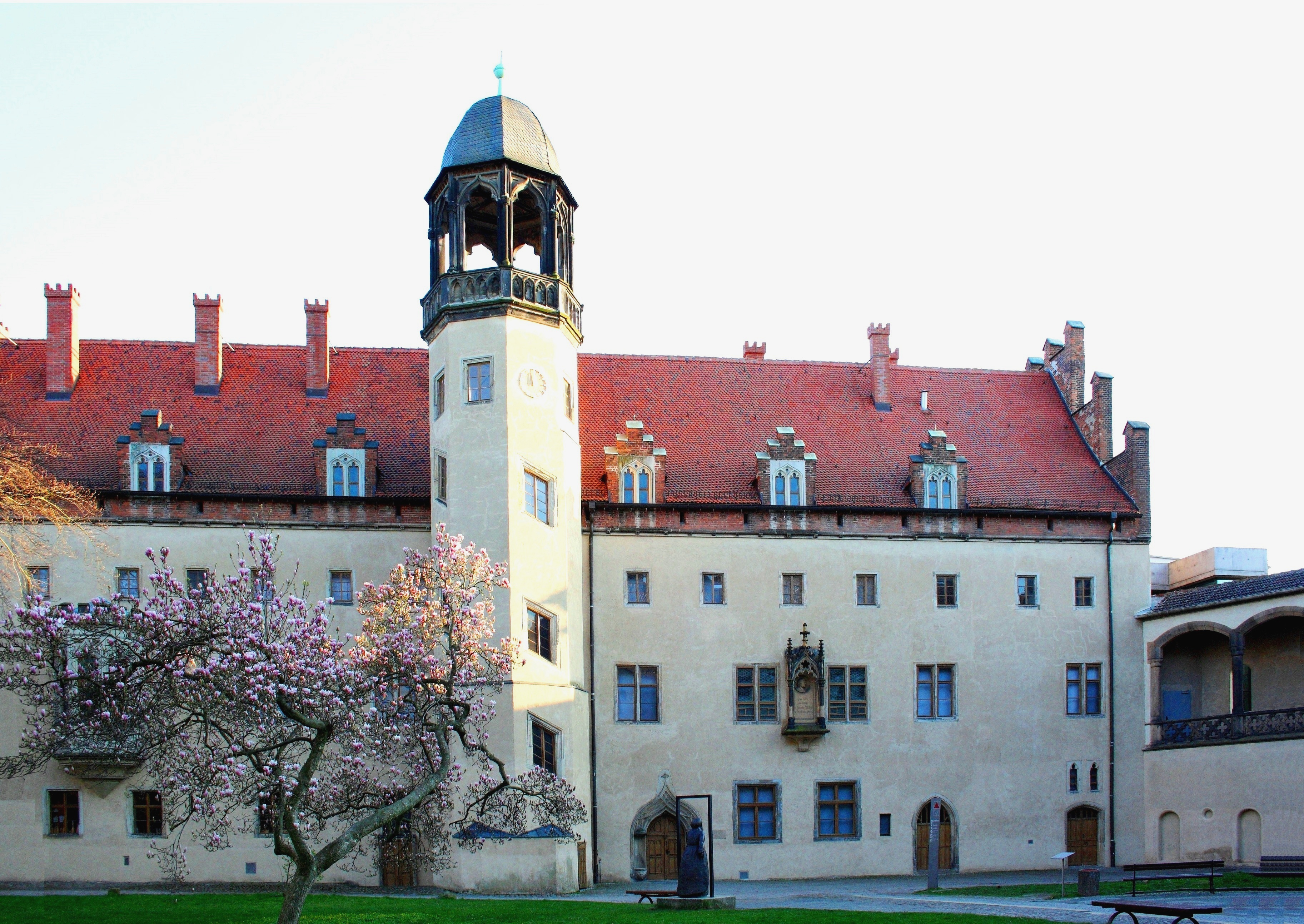
Casa di Lutero (Wittenberg), Sassonia-Anhalt
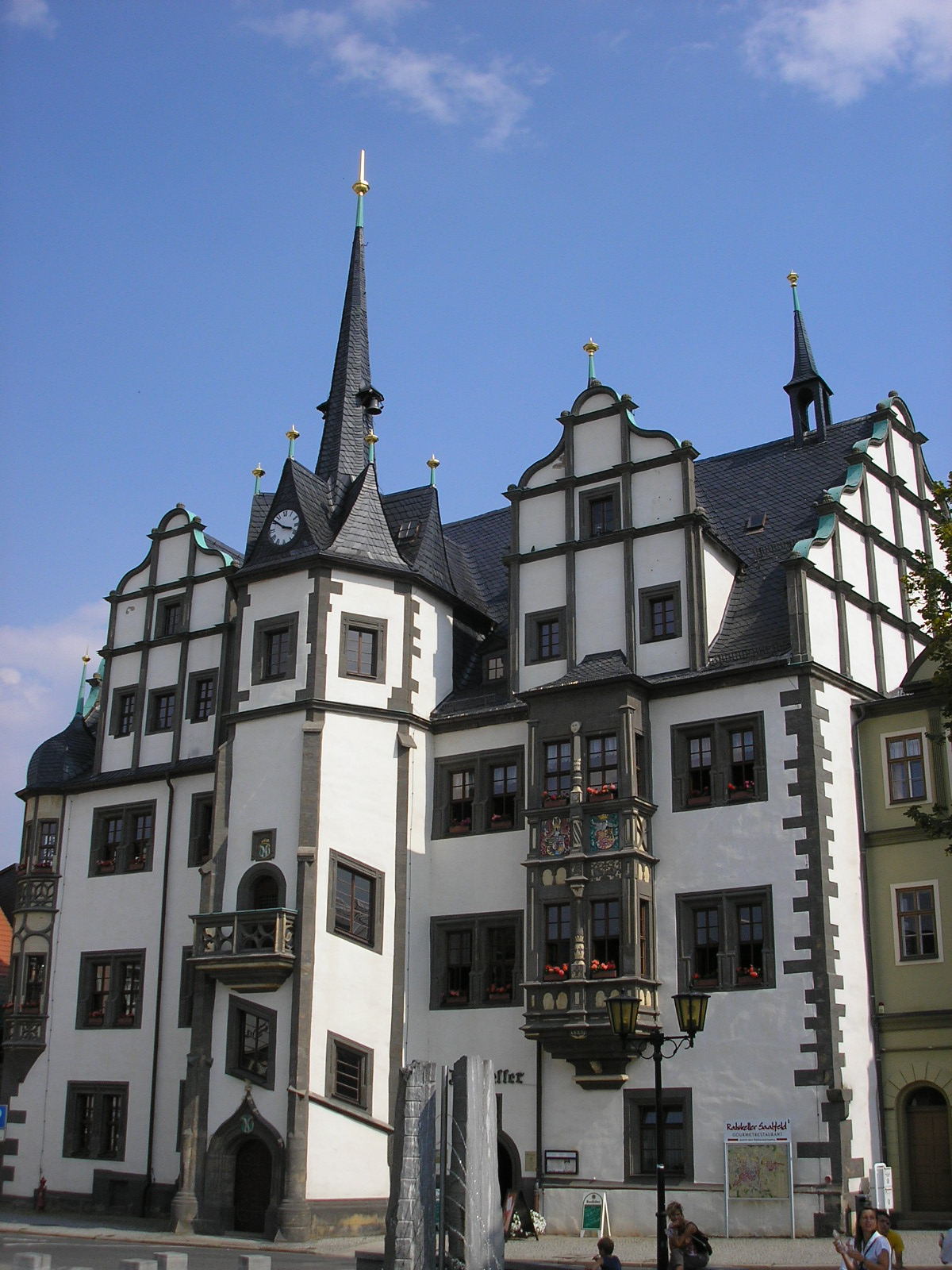
Municipio in Saalfeld, Turingia
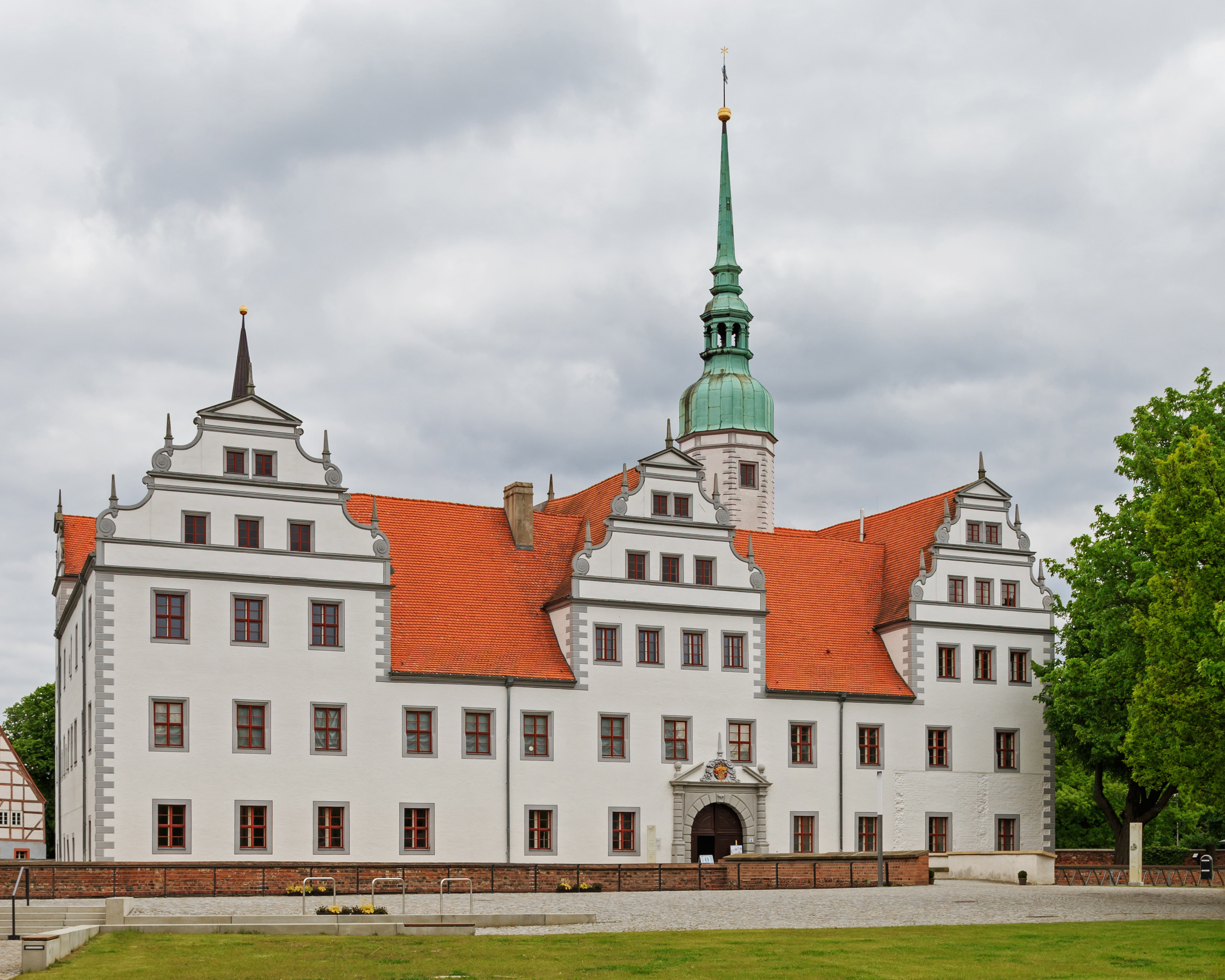
Castello di Doberlug-Kirchhain, Brandeburgo
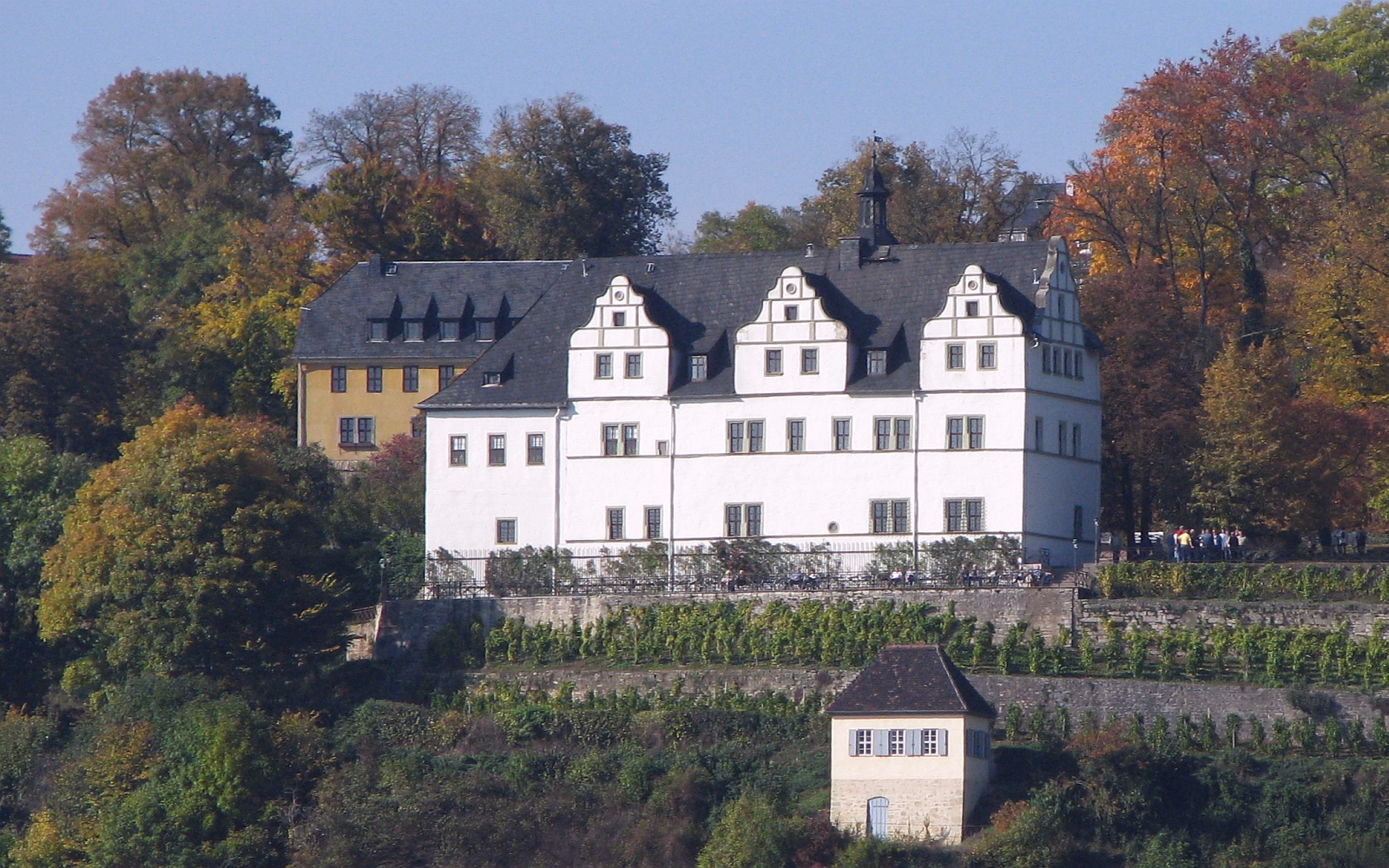
Castello rinascimentale in Dornburg-Camburg, Turingia
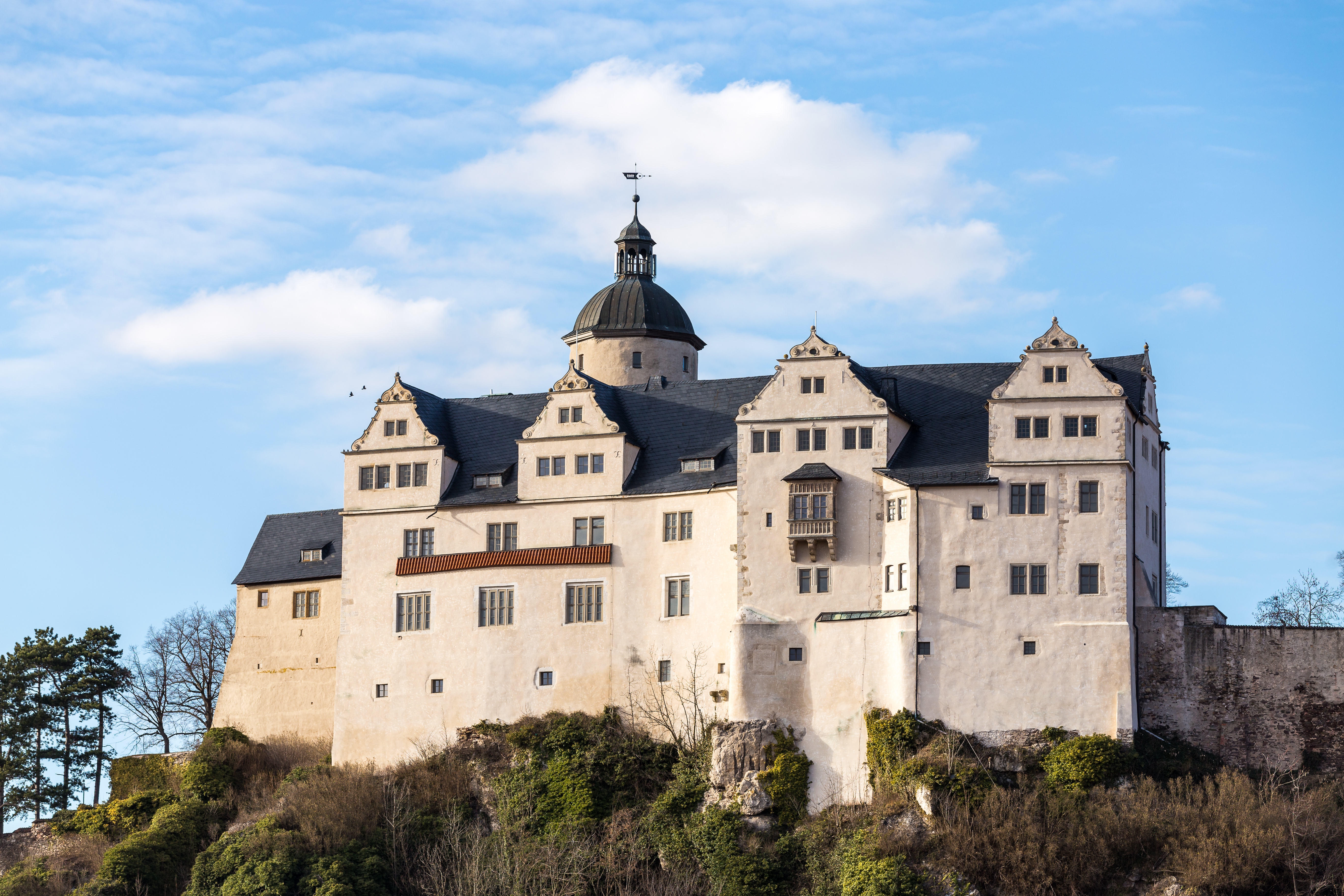
Burg in Ranis, Turingia
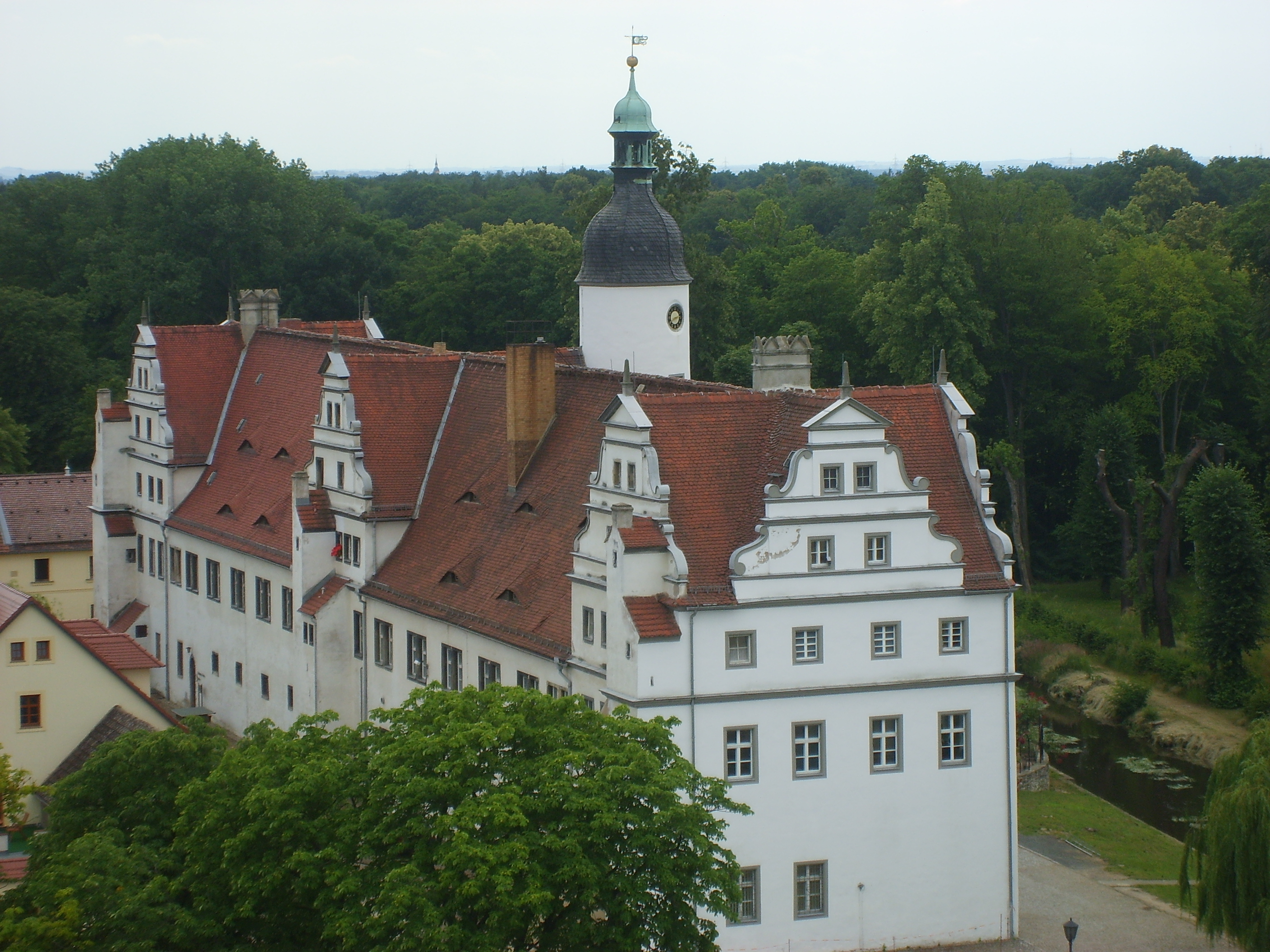
Castello vecchio, Zabeltitz, Sassonia
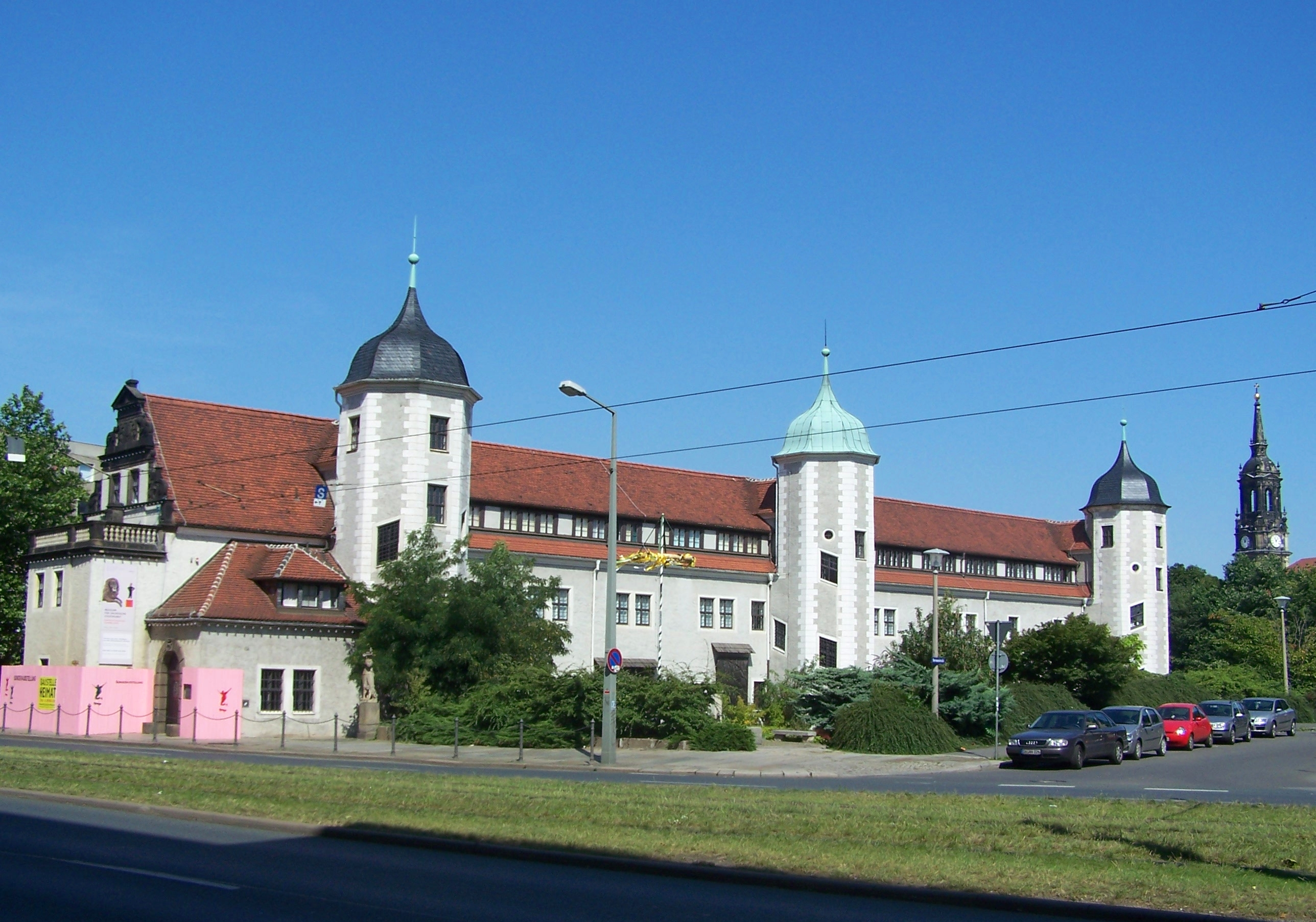
Jägerhof in Dresda, Sassonia
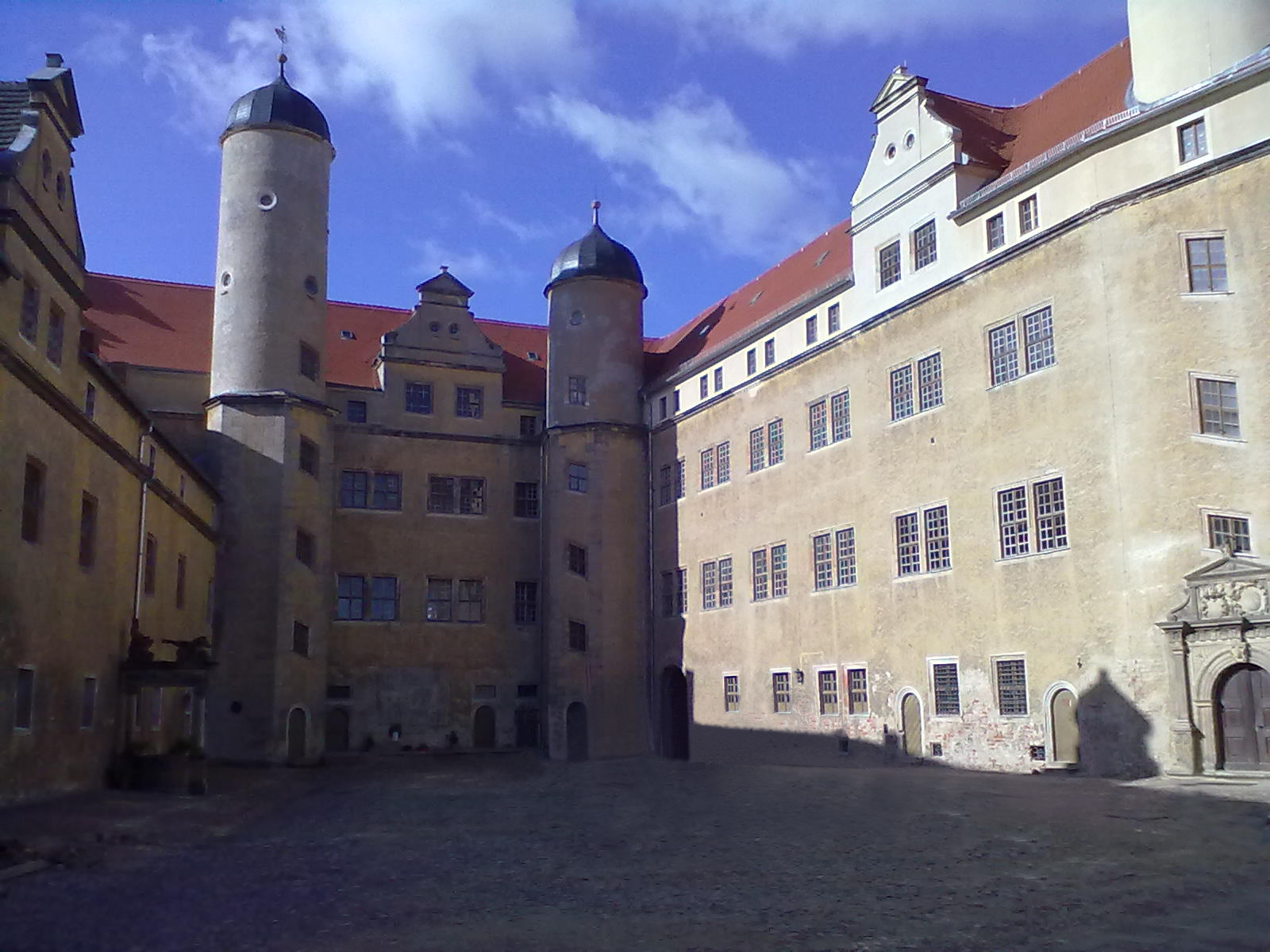
Castello in Prettin
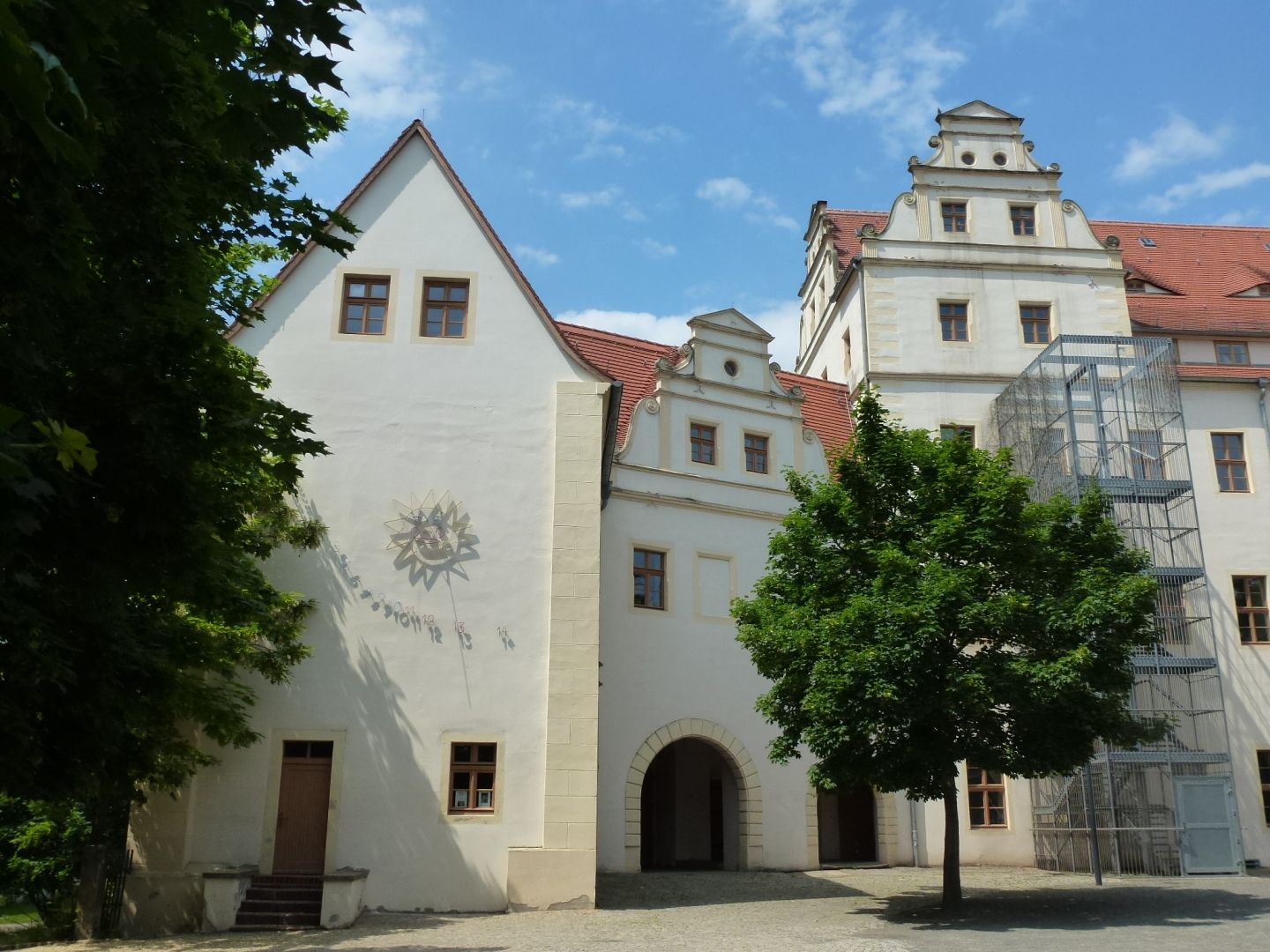
Castello di Pretzsch (Elbe)
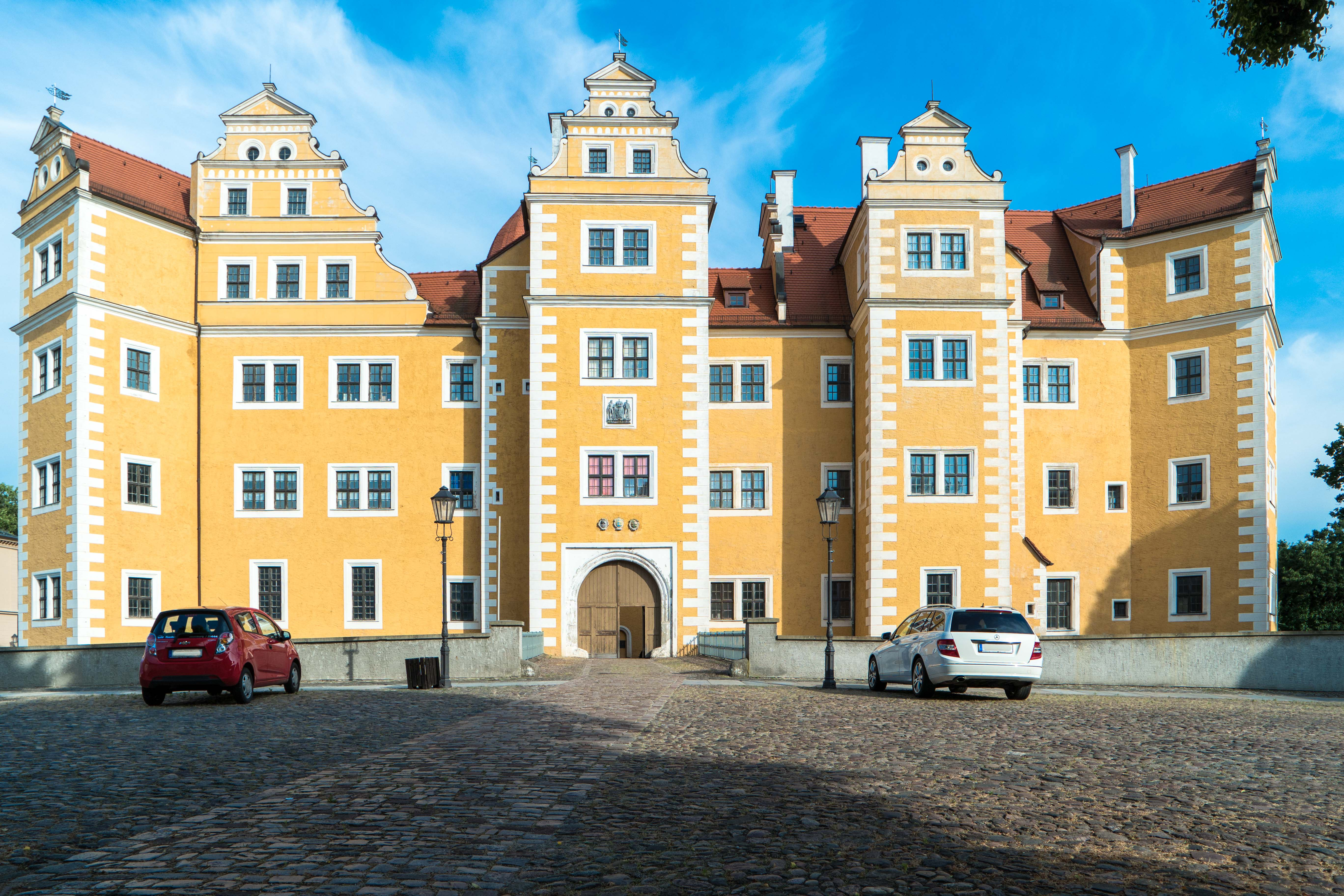
Castello di Annaburg
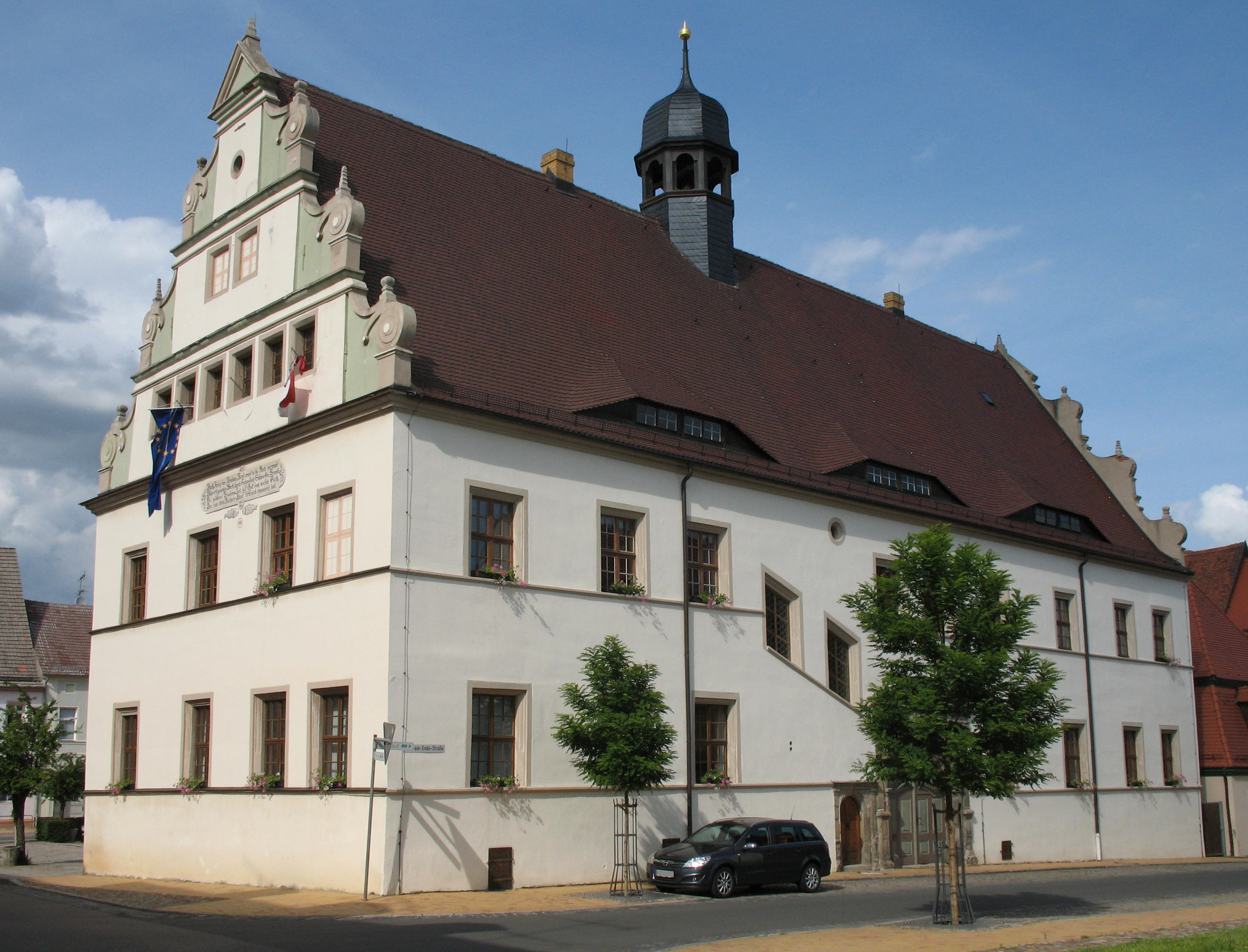
Municipio di Bad Schmiedeberg, Sassonia-Anhalt
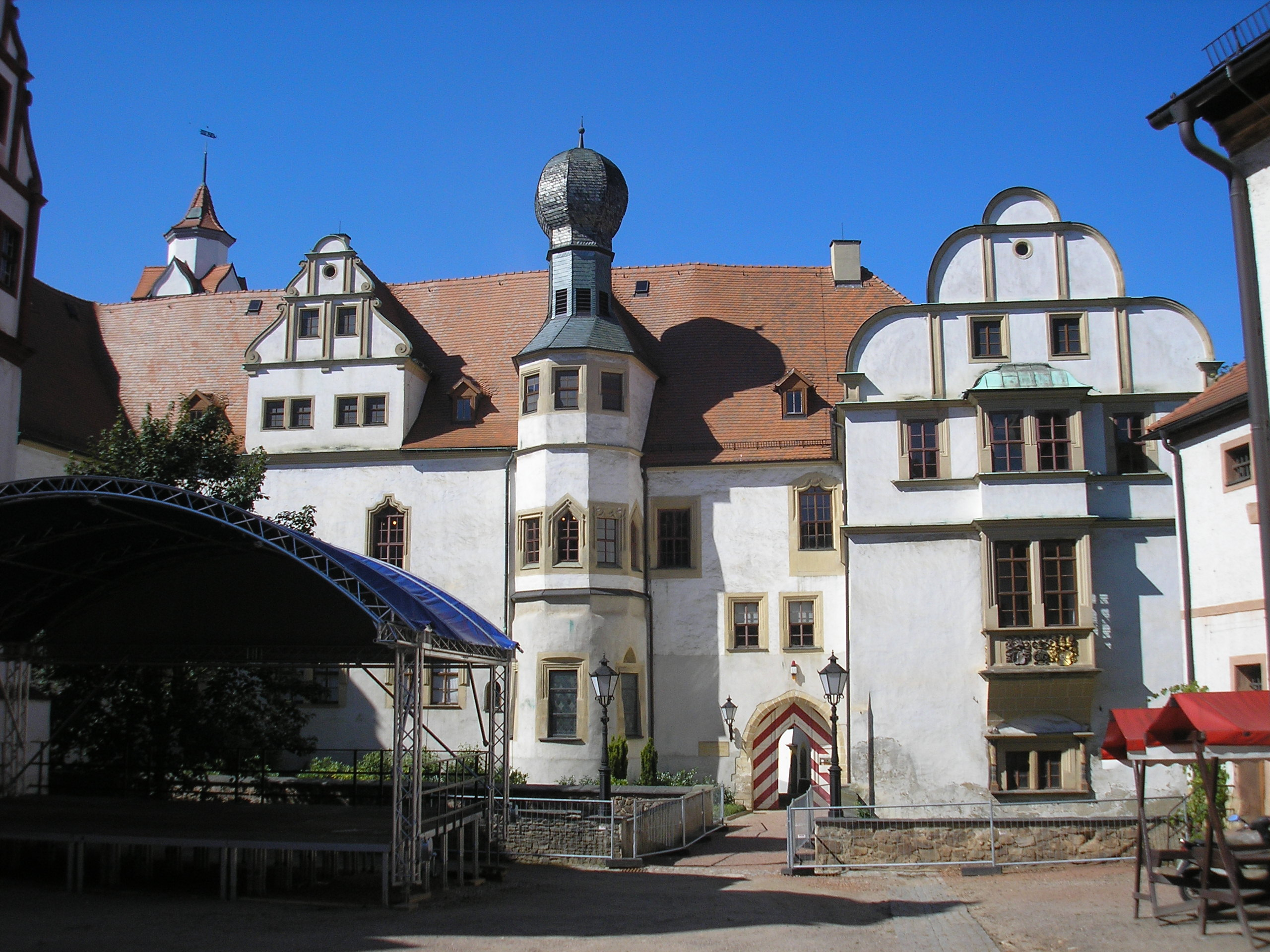
Castello Hinterglauchau in Glauchau, Sassonia
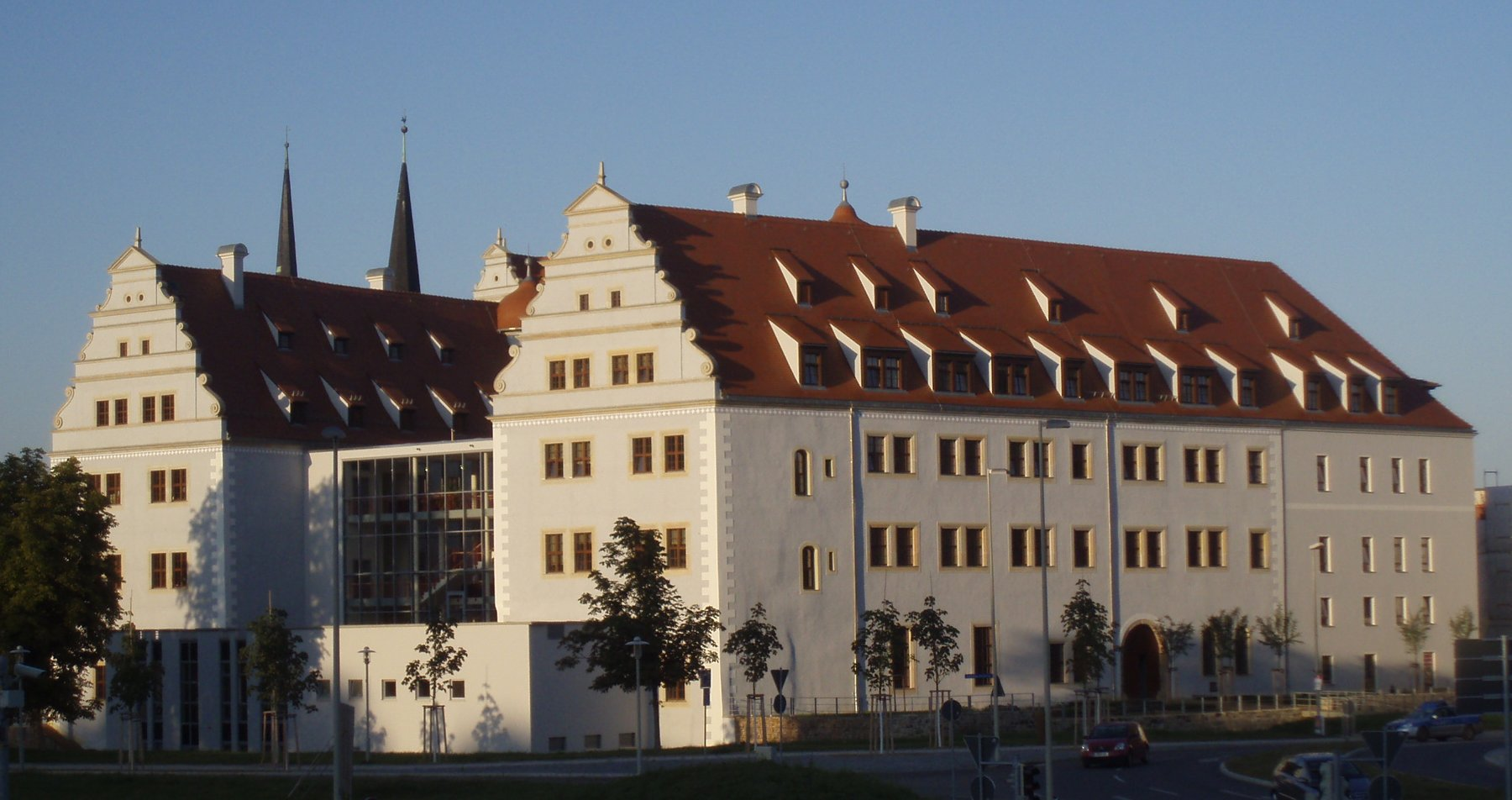
Castello di Osterstein in Zwickau, Sassonia
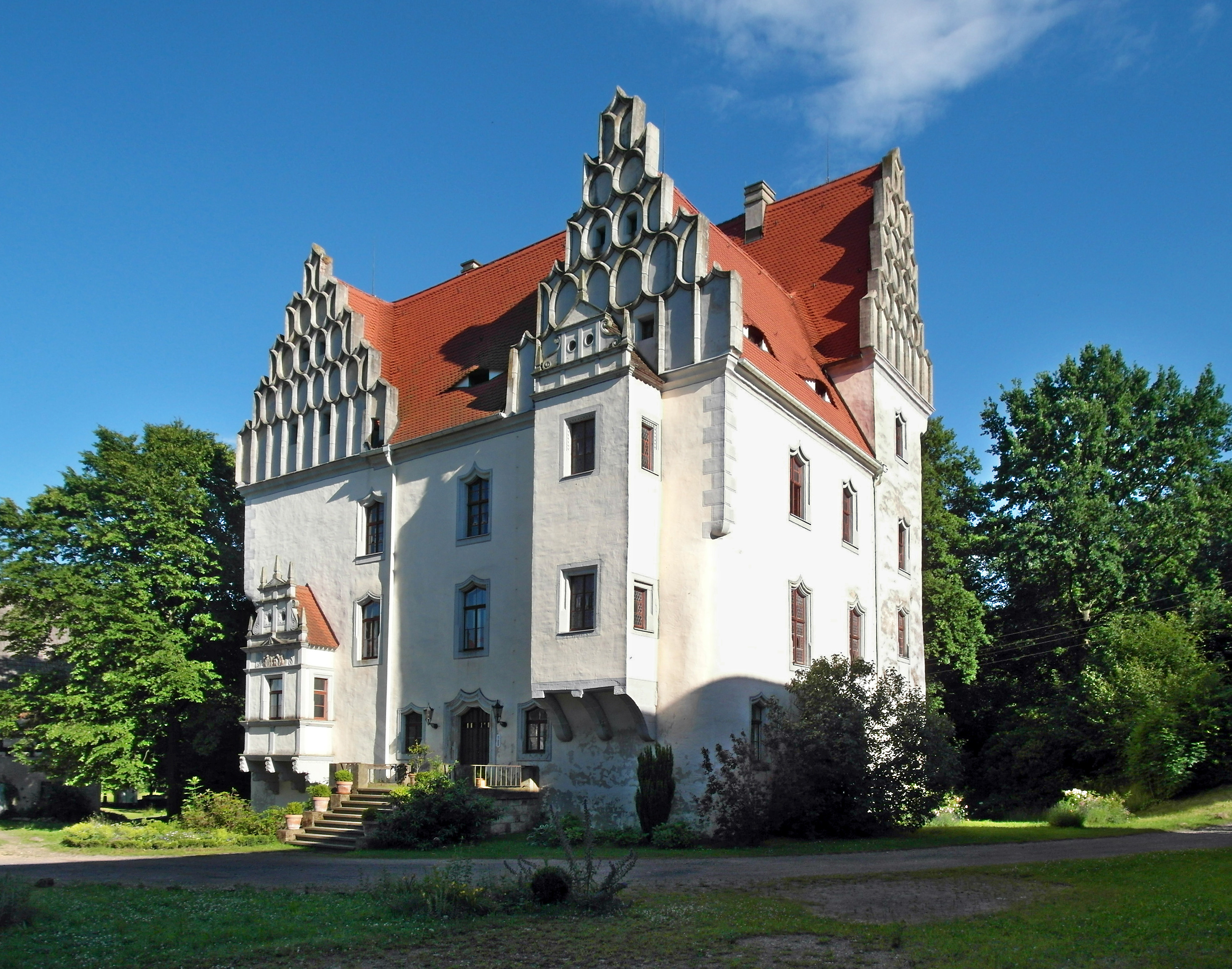
Castello di Heynitz
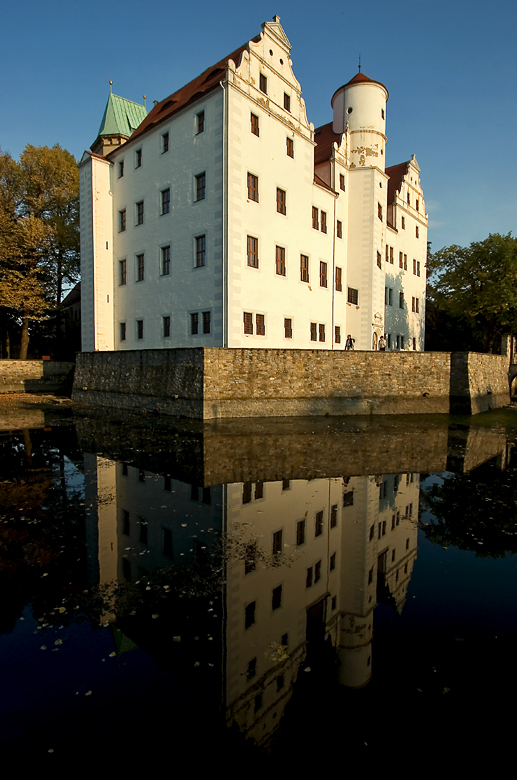
Castello Schönfeld, Dresda
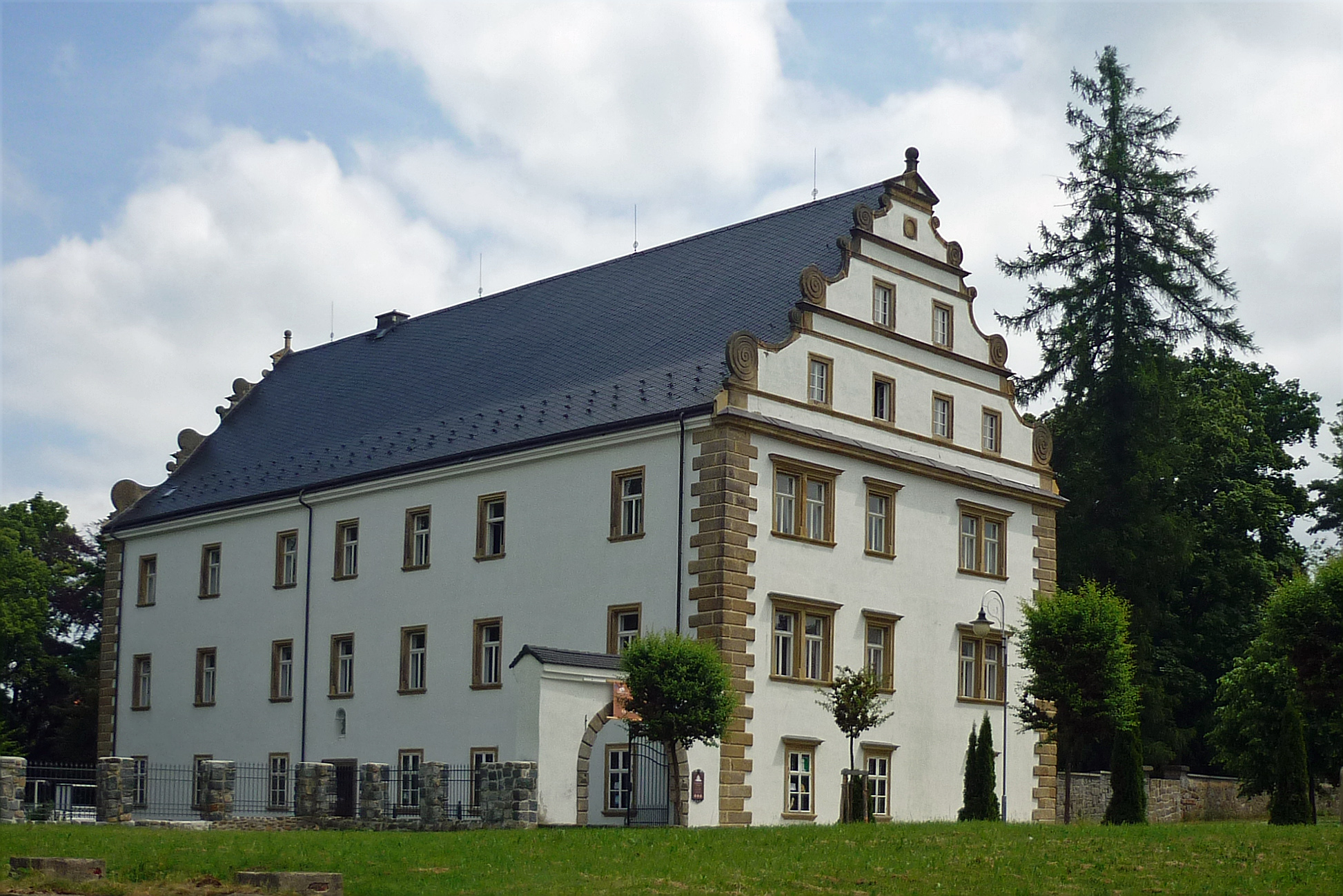
Castello di Šluknov, Repubblica Ceca
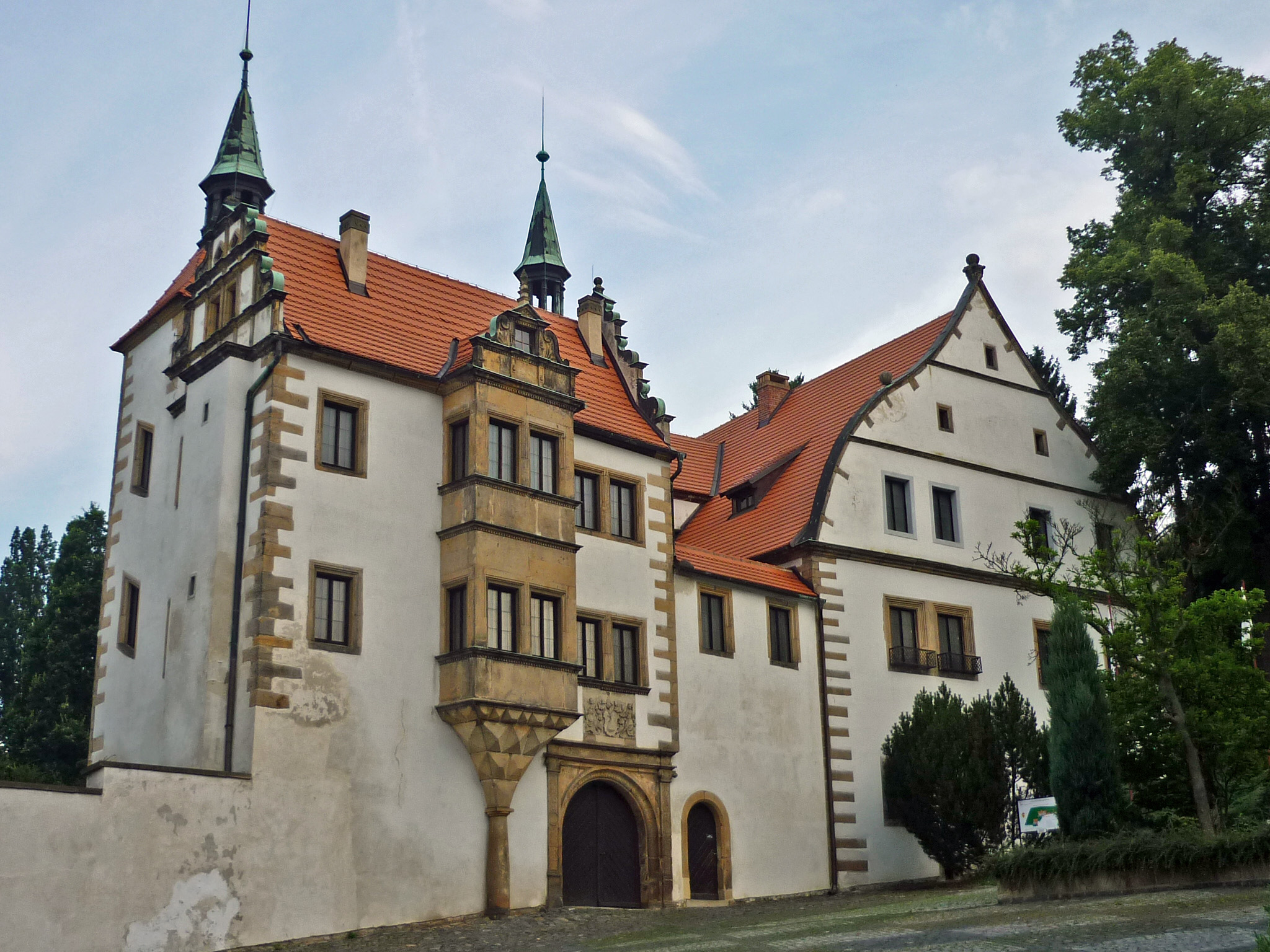
Castello di Benešov nad Ploučnicí, Repubblica Ceca